# Oblastní rada Alona
Oblastní rada Alona (hebrejsky מועצה אזורית אלונה‎, Mo'aca ezorit Alona) je oblastní rada (tedy správní území) v Haifském distriktu v Izraeli. Nachází se v pahorkatině nedaleko místní rady (malého města) Binjamina-Giv'at Ada, na pomezí pobřežní planiny a vysočiny Ramat Menaše.

## Dějiny
Oblastní rada Alona byla založena roku 1953. Jejím účelem bylo sdružit tři venkovská sídla, která měla společné ideologické a organizační napojení na pravicové politické hnutí Betar a vojenskou organizaci Ecel. Pojmenována byla podle dubových lesů pokrývajících okolní krajinu (alon - hebrejsky dub). Úřady oblastní rady sídlí v mošavu Amikam. Všechna tři sídla byla založena až na přelomu 40. a 50. let 20. století, tedy po válce za nezávislost a vzniku státu Izrael.
Starostou oblastní rady je אריה שרון - Arje Šaron. Oblastní rada má velké pravomoci zejména v provozování škol, územním plánování a stavebním řízení nebo v ekologických otázkách.

## Seznam sídel
Oblastní rada Alona sdružuje tři družstevně hospodařící vesnice typu mošav. Průměrná vzdálenost mezi jednotlivými sídly je 4,7 kilometru. Většina obyvatel působí v zemědělství, a to především v pěstování vinné révy a ovoce.
- Amikam
- Avi'el
- Giv'at Nili

## Demografie
K 31. prosinci 2014 žilo v Oblastní radě Alona 2200 obyvatel. Z celkové populace bylo 2200 Židů. Včetně statistické kategorie "ostatní" tedy nearabští obyvatelé židovského původu, ale bez formální příslušnosti k židovskému náboženství jich bylo 2200. Populačně jde o třetí nejméně lidnatou oblastní radu v Izraeli (úplně nejméně obyvatel má Oblastní rada Megilot a Oblastní rada Tamar).
| Rok            | 1961 | 1972 | 1983 | 1995 | 2006  | 2008  | 2009  | 2010  | 2011  | 2012  | 2013  | 2014  |
| -------------- | ---- | ---- | ---- | ---- | ----- | ----- | ----- | ----- | ----- | ----- | ----- | ----- |
| Počet obyvatel | 600  | 600  | 700  | 900  | 1 500 | 1 700 | 1 900 | 1 900 | 2 000 | 2 100 | 2 200 | 2 200 |